# Popurrí K-Paz (Radio Edit)
"Popurrí K-Paz (Radio Edit)" é um medley interpretado pela atriz e cantora mexicana Lucero. Foi lançado como primeiro single de seu segundo álbum ao vivo En Vivo Auditorio Nacional de 2007.

## Informações
O medley tem duração de quatro minutos e 43 segundos e é composto por extratos de dois sucessos do grupo musical mexicano K-Paz de la Sierra lançados em 2005: "Mi Credo" e "Pero te Vás a Arrepentir". Lucero a interpretou em 23 de Junho de 2007, durante sua apresentação no Auditorio Nacional, que posteriormente foi lançado no álbum En Vivo Auditorio Nacional. A artista também chegou a interpretar este medley em outras ocasiões como no Festival Palanque de Puebla em 2015 .

## Formato e duração
- Airplay / CD single

1. "Popurrí K-Paz (Radio Edit)" – 4:43

## Histórico de lançamentos
| País   | Data                | Formato           | Gravadora |
| ------ | ------------------- | ----------------- | --------- |
| México | 23 de Julho de 2007 | Airplay CD single | EMI Music |